# Studio Deen
A Studio Deen Co., Ltd. (株式会社スタジオディーン; Kabusikigaisa Szutadzsio Dín; Hepburn: Kabushikigaisha Sutajio Dīn; néha Studio DEEN alakban stilizálva) az egyik legrégebbi működő japán animegyártó vállalat. 1975-ben, három évvel a Sunrise 1972-es létrejötte után a Sunrise munkatársai döntöttek a Studio Deen megalapításáról. Ez lehetővé tette a két cég szoros együttműködését, a Sunrise a Studio Deen támogatását élvezi az animegyártásban. Az egyik legtermékenyebb animestúdió, emiatt gyakran kényszerül költségvetési megszorításokra.

## Munkái

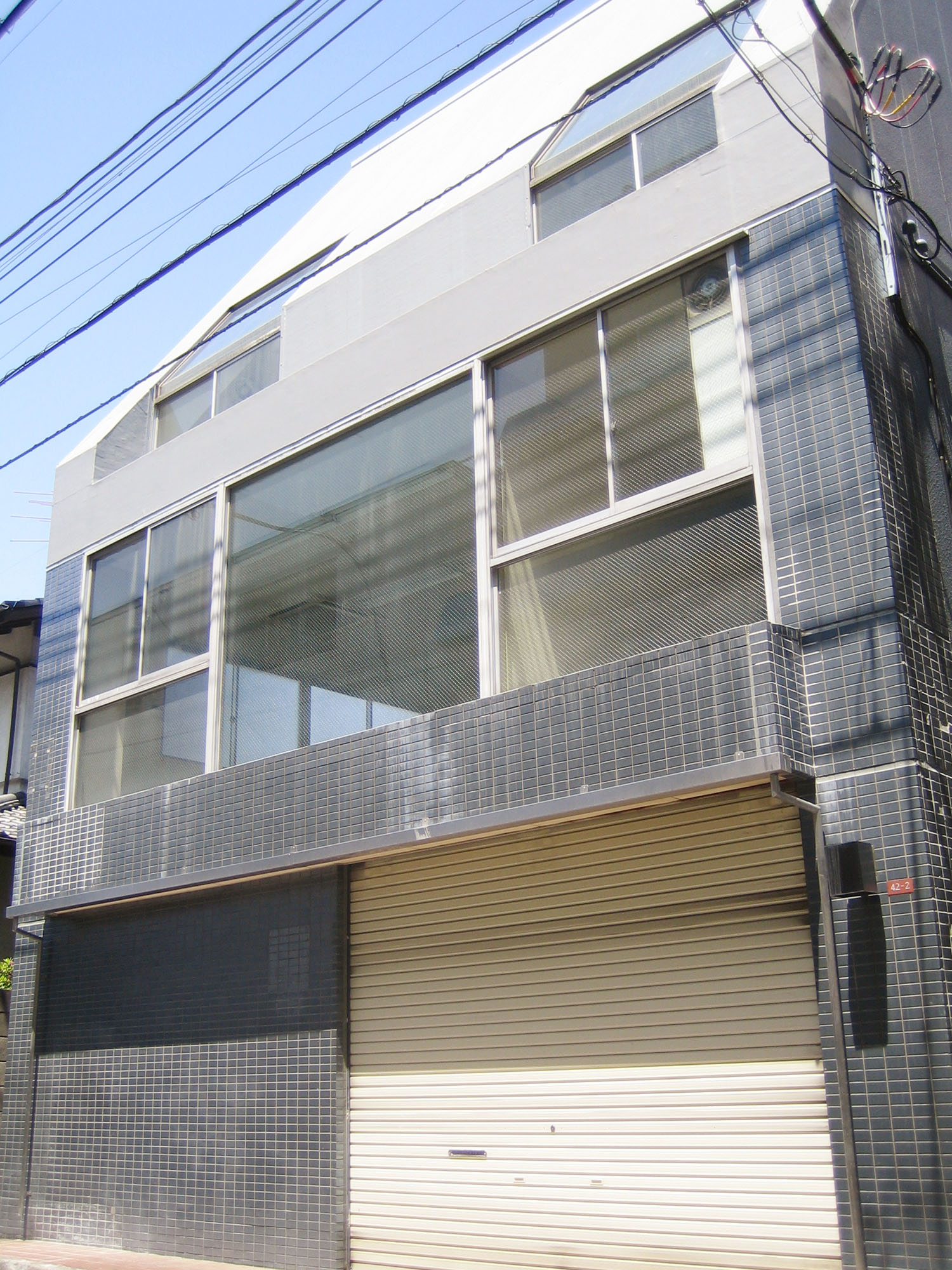
A Studio Deen épülete 1988 és 2005 között Szuginamiban, Tokióban

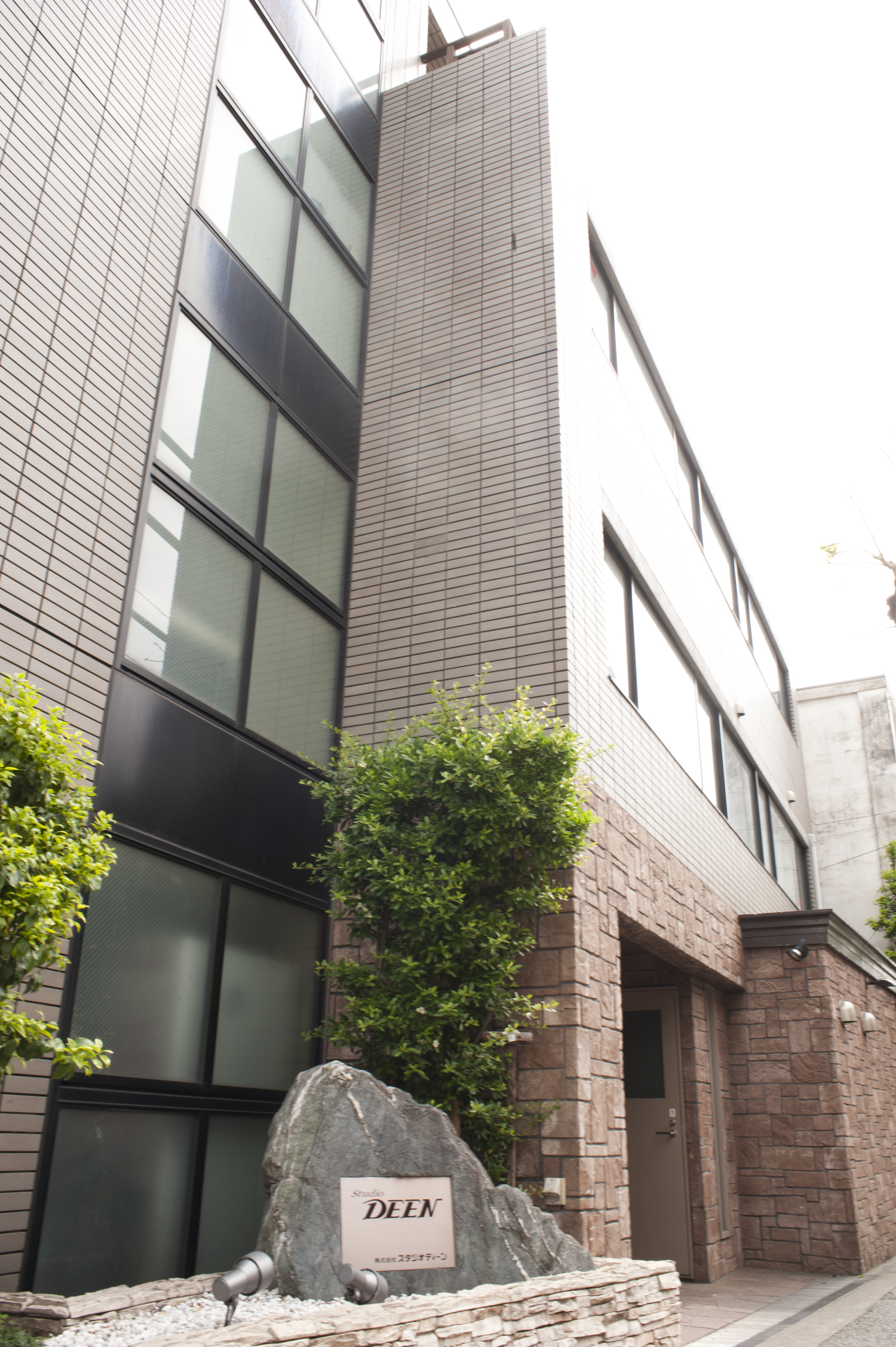
A Studio Deen jelenlegi épülete Muszasinóban, Tokióban

- Uruszei Jacura (TV) (a sorozat második felét a Kitty Films számára) (1983-1986)
- Tensi no tamago (film) (1985)
- Maison Ikkoku (TV) (a Kitty Films számára) (1986-1988)
- The Samurai (OVA) (1987)
- Twilight Q (OVA) (1987)
- Patlabor (OVA és film) (1988-1989)
- Ranma ½ (a teljes sorozatot készítette a Kitty Films számára) (1989-1992)
- Domain of Murder (OVA) (1992)
- Kidó Szensi Victory Gundam (TV) (koprodukcióban) (1993-1994)
- DNA² (TV és OVA) (1994-1995)
- Taiho Sicsauzo (1994-2008)
- Zenki (TV) (1995)
- Ógon Júsa Goldran (TV) (1995-1996)
- Violinist of Hameln (TV) (1996-1997)
- Eat-Man (TV) (1997)
- Ehrgeiz (TV) (1997)
- Haunted Junction (TV) (1997)
- Ruróni Kensin (TV and OVA) (1997-1998)
- Eat-Man `98 (TV) (1998)
- Momoiro Sisters (TV) (1998)
- Shadow Skill - Eigi (TV) (1998)
- Urajaszu Tekkin Kazoku (TV) (1998)
- Weiß Kreuz (TV) (1998-2003)
- Eden’s Bowy (TV) (1999)
- Icumo Kokoro ni Taijó o! (TV) (1999)
- Let’s Dance With Papa (TV) (1999)
- Hosin Engi (TV) (1999)
- Mon Colle Knights (TV) (2000)
- Weiß Kreuz (OVA) (2000)
- Gravitation (TV) (2000-2001)
- Fruits Basket (TV) (Co-Production) (2001)
- Kokoro Tosokan (TV) és Kokoro Toshokan - Communication Clips (különkiadás) (2001)
- Read or Die (OVA) (2001)
- Star Ocean EX (TV) (2001)
- Groove Adventure Rave (TV) (2001-2002)
- Beyblade (Movie) (2002)
- Samurai Deeper Kjo (TV) (2002)
- Bomberman Jetters (TV) (2002-2003)
- Full Moon o Szagasite (TV) és Cute Cute Adventure (különkiadás) (2002-2003)
- GetBackers (TV) (2002-2003)
- The Mythical Detective Loki Ragnarok (TV) (2003)
- Mouse (TV) (2003)
- Jami to bósi to hon no tabibito (TV) (2003)
- King of Bandit Jing (TV) és King of Bandit Jing in Seventh Heaven (OVA) (2003-2004)
- Kita e (TV) (2004)
- Maria-szama ga miteru (TV) (2004)
- Maria-szama ga miteru ~Haru~ (TV) (2004)
- Jumeria (TV) (2004)
- Get Ride! Amdriver (TV) (2004-2005)
- Tactics (TV) (2004-2005)
- Zipang (TV) (2004-2005)
- Kjo kara maó! (TV) (2004-2009)
- Amaenaide jo!! (TV) (2005-2006)
- Ginga Denszecu Weed (TV) (2005-2006)
- Pokoli lány (TV) (2005-2006)
- Ueki no hószoku (TV) (2005-2006)
- Bincsó-tan (TV) (2006)
- Fate/stay night (TV) (2006)
- Higurasi no naku koro ni (TV) (2006)
- Princess Princess (TV) (2006)
- Simoun (TV) (2006)
- Dzsigoku sódzso futakomori (TV) (2006-2007)
- Maria-szama ni va naiso (különkiadás) (2006-2007)
- Sónen Onmjódzsi (TV) (2006-2007)
- Higurasi no naku koro ni Kai (TV) (2007)
- Shining Tears X Wind (TV) (2007)
- Code-E (TV) (2007-2008)
- Sion no ó (TV) (2007-2008)
- Amacuki (TV) (2008)
- Hatenkó Júgi (TV) (2008)
- Dzsundzsó Romantica (TV) (2008)
- Vampire Knight (TV) (2008)
- Dzsigoku sódzso micuganae (TV) (2008-2009)
- 07 Ghost (TV) (2009)
- Higurasi no naku koro ni Rei (OVA) (2009)
- Szeitokai no icsizon (TV) (2009)
- Umineko no naku koro ni (TV) (2009)
- Hetalia: Tengelyhatalmak (webes közvetítés) (2009-2011)
- Fate/stay night: Unlimited Blade Works (film) (2010)
- Giant Killing (TV) (2010)
- Hakuóki (TV) (2010)
- Nurarihjon no mago (TV) (2010)
- Dragon Crisis! (TV) (2011)
- Kore va zombie deszu ka? (TV) (2011)
- Szekaiicsi hacukoi (TV) (2011)
- Higurasi no naku koro ni Kira (OVA) (2011)
- Hiiro no kakera (TV) (2012)
- Szankarea (TV) (2012)
- Hakkenden: Tóhó hakken ibun (TV) (2013)
- Rozen Maiden (TV) (2013)
- Pupa (TV) (2014)
- Szakura Trick (TV) (2014)

## Egyéb közreműködések
- Batman: Gotham lovagja : Közbeeső animációs munkák
- Blood+ (TV) : Közbeeső animációs munkák
- City Hunter: Bay City Wars (OVA) : Animálás befejezési munkái
- Cowboy Bebop The Movie : Közbeeső animációs munkák
- Dirty Pair Flash 1 (OVA) : Közreműködés
- Eureka Seven (TV) : Közbeeső animációs munkák
- Immortal Grand Prix (TV 2) : Közbeeső animációs munkák
- Jin-Roh (film) : Közbeeső animációs munkák
- Mahó Cukai Tai! (OVA) : Végső simítások
- Masin Eijuden Vataru (TV) : Animálás befejezési munkái
- Kidó Szensi Gundam: Char ellentámadása (movie) : Közbeeső animációs munkák
- Modzsako (TV) : Animációs közreműködés
- Neon Genesis Evangelion (TV) : Másodlagos animációs munkák
- Noein - Mó Hitori no Kimi e (TV) : Közbeeső animálás
- Onegai Teacher! Official Fanbook (Resource Book manga) : Együttműködés
- Ranma ½: Big Trouble in Nekonron, China (film) : Animációs közreműködés
- Ranma ½: Nihao My Concubine (film) : Animációs közreműködés
- Read or Die – Betűk bűvöletében : Közbeeső animálás
- Szószei no aquarion (TV) : Közbeeső animációs munkák
- Chihiro Szellemországban (film) : Kisegítő animációs munkák
- Street Fighter II V (TV) : Közbeeső animációs munkák
- Tekken: The Motion Picture : Rajzolás, készítés
- Tencsi Mujo Movie 1: Tencsi in Love : Közbeeső animációs munkák
- Toradora! (TV) : Közbeeső animációs munkák
- Uruszei Jacura: Lum The Forever (film) : Közreműködés